# Guillaume Dumast
Guillaume Dumast, defensa francés que puede jugar en varias posiciones.

## Biografía
Nacido en Saint Germain en Laye (Francia) el 10 de abril de 1985. Mide 1'86m y pesa 82kg.

## Trayectoria deportiva
La carrera futbolística de Dumast está muy ligada al Montpellier Hérault Sport Club, equipo que actualmente milita en la Segunda División de la Liga Francesa, pues es el club en el que se hizo como futbolista y del que formó parte durante cinco años. Hay que destacar que la cantera del Montpellier es una de las mejores del fútbol francés, como así lo confirman las tres ocasiones en que fue premiada por la Federación Francesa de Fútbol. Además, en su historial también se haya numerosas convocatorias con las categorías inferiores de la selección francesa (desde la sub-14 a la sub-19).
A principios del año 2006, llega al Pontevedra CF a prueba, convence al cuerpo técnico y pasa a formar parte de la primera plantilla granate. Debuta con su nuevo equipo el 12 de febrero de 2006 en un Rayo Vallecano 1-1 Pontevedra CF en el lateral derecho, aunque su posición natural es de central derecho. En su primera temporada de granate disputa un total de 14 partidos, 6 de ellos siendo titular y logra anotar un gol. Se trata de un jugador muy polivalente y que se adapta también al mediocentro, pues ya ha jugado en ese puesto en numerosas ocasiones tanto en su primer año como granate, como en su segunda temporada en el equipo, en la que participa en 24 partidos, acumulando más de mil minutos de juego. A pesar de que finalizaba su vinculación con el club, renovó su contrato por una temporada más.
No es una buena temporada para Dumast la 2007-08 ya que en el primer tercio de campeonato, unos problemas de ansiedad le apartan del equipo y se ve obligado a ir a su país para tratar estos problemas personales. En el mercado de invierno, el jugador y el Pontevedra CF acuerdan poner fin al año de contrato y el francés queda desvinculado del club.
- Datos: Q5888192